# Конкурсы искусств на летних Олимпийских играх 1920
| Конкурсы искусств на VII летних Олимпийских играх 1920 год, Антверпен, Бельгия | Конкурсы искусств на VII летних Олимпийских играх 1920 год, Антверпен, Бельгия |
| Olympische Ringe                                                               | Olympische Ringe                                                               |
| Информация                                                                     | Информация                                                                     |
| ------------------------------------------------------------------------------ | ------------------------------------------------------------------------------ |
| Участники:                                                                     | 11 участников (10 мужчин и 1 женщина) из 5 стран                               |
| Время проведения:                                                              | 23 апреля — 12 сентября                                                        |
| Медали:                                                                        | 3 золотых, 5 серебряных и 3 бронзовых                                          |
|                                                                                | Париж 1924 →                                                                   |

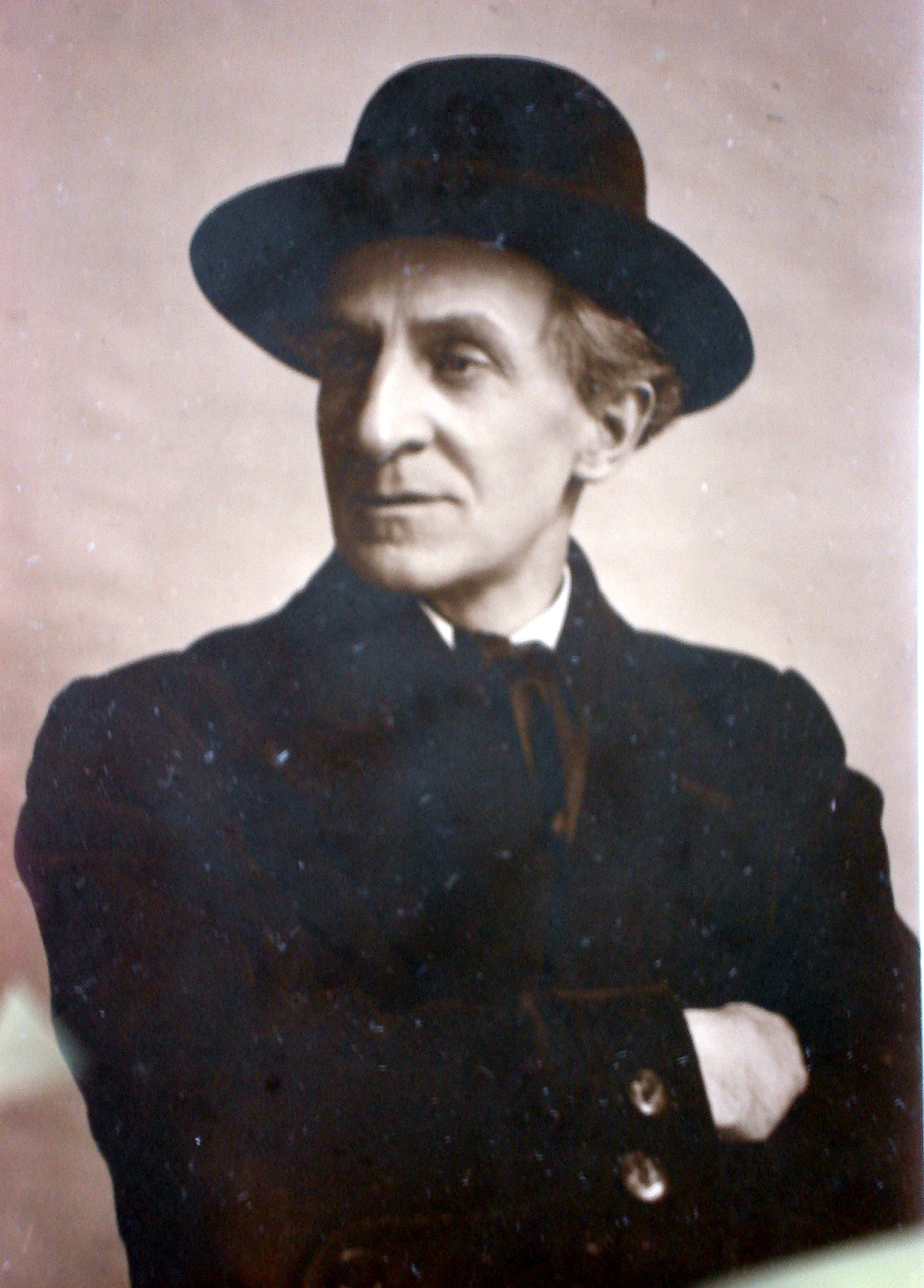
Бельгийский художник Альфред Ост. Бронзовая медаль по живописи

Конкурсы искусств на летних Олимпийских играх 1920, проводившиеся в рамках
программы VII  Летних Олимпийских игр 1920 года в Антверпене / Бельгия, включали художественные соревнования по пяти категориям: архитектура, литература, музыка, живопись и скульптура  .

## Архитектура
| Место | Страна   | Участник               | Произведение                  |
| ----- | -------- | ---------------------- | ----------------------------- |
| 1     |          | не присуждали          |                               |
| 2     | Норвегия | Хольгер Синдинг-Ларсен | «Проект гимнастической школы» |
| 3     |          | не присуждали          |                               |

## Музыка
| Место | Страна  | Участник      | Произведение         |
| ----- | ------- | ------------- | -------------------- |
| 1     | Бельгия | Жорж Монье    | «Олимпийская музыка» |
| 2     | Италия  | Орест Рива    | «Песнь триумфа»      |
| 3     |         | не присуждали |                      |

## Живопись
| Место | Страна  | Участник                     | Произведение |
| ----- | ------- | ---------------------------- | ------------ |
| 1     |         | не присуждали                |              |
| 2     | Франция | Генриетта Бросин де Полански | «Прыжок»     |
| 3     | Бельгия | Альфред Ост                  | «Футболист»  |

## Скульптура
| Место | Страна  | Участник         | Произведение               |
| ----- | ------- | ---------------- | -------------------------- |
| 1     | Бельгия | Альберик Коллин  | «Сила»                     |
| 2     | Бельгия | Симон Гуссенс    | «Конькобежцы»              |
| 3     | Бельгия | Альфонс де Купер | «Толкатель ядра» и «Бегун» |